# Josué Jéhouda
Josué Jéhouda (geb. 19. März 1892 in Russland; gest. 19. März 1966 in Genf), geb. Koldriansky, war ein Genfer jüdischer Schriftsteller, Essayist, Journalist und politischer Aktivist in der zionistischen Bewegung.

## Leben
Josué Jéhouda wurde 1892 in Russland geboren unter dem Namen Koldriansky. Er kämpfte während des Ersten Weltkriegs in der 1.  Jüdischen Legion und arbeitete bis zur Balfour-Deklaration von 1917 im zionistischen Komitee in Zürich. Er gründete und leitete die Redaktion der Revue Juive de Genève  (Genfer Jüdische Revue), « vers une synthèse moderne de la pensée d'Israël, organe mensuel de liaison internationale » (hin zu einer modernen Synthese des Denkens Israels, monatliches Organ für internationale Verbindungen).
1947 gehörte er zu den jüdischen Delegierten bei der Konferenz von Seelisberg.
In seinem Werk Der Marxismus im Angesicht des Monotheismus und des Christentums (1962; französisch) spricht er davon, dass das Problem des Marxismus den Versuch darstelle, das messianische Zeitalter ohne Gott zu verwirklichen, um den monotheistischen Messianismus zu ersetzen, der durch die drei monotheistischen Religionen verblasst sei.

## Publikationen
- Le royaume de justice : roman juif, Paris, Aux Éditions du Monde nouveau, 1923 (Vorwort von André Spire)
- La terre promise, Paris, Rieder, coll. « Collection Judaïsme », 1925
- La tragédie d'Israël. Tome 1: De père en fils, Paris, Grasset, 1927
- La tragédie d'Israël. Tome 2: Miriam, Paris, Grasset, 1928
- (mit Panait Istrati) La famille Perlmutter. Paris, Éditions de la Nouvelle Revue Française, 1927
- Les cinq étapes du judaïsme émancipé, Genève, Éditions Synthésis, 1942
  - Die fünf Etappen der jüdischen Emanzipation. Genève : Éditions Synthesis, 1944
- Histoire de la colonie juive de Genève 1843–1943, Genève, Éditions Synthésis, 1944
- (Vorwort) Morale juive et morale chrétienne. Elie Benamozegh, La Baconnière, Boudry-Neuchâtel, 1946.
- La vocation d’Israël, Boudry-Neuchâtel, La Baconnière, 1948
- (Vorwort): La justice sociale en Israel. Elie Munk. - Neuchâtel : Baconnière, 1948
- Le monothéisme, doctrine de l'unité, 1952
- Guglielmo Ferrero, Éditions Générales, 1954
- Sionisme et messianisme, Genève, Éditions Synthesis, 1954
- La leçon de l’histoire : Israël et la Chrétienté, Genève, Éditions Synthesis, 1956
- Israël et la Chrétienté. La leçon de l'Histoire. Published by Editions Synthésis, 1956, Cahiers I.E.M
- L'antisémitisme, miroir du monde, Genève, Éditions Synthesis, 1958 (Préface de Jacques Soustelle. Publications de l'Institut pour l'étude du monothéisme)
- Le marxisme face au monothéisme et au christianisme, Genève, Éditions Synthesis, 1962
- Témoignage et confrontations en vue de surmonter la crise du monde actuel par le renouvellement du sens du monothéisme, Genève, Éditions Synthesis, 1962